# Sucuk

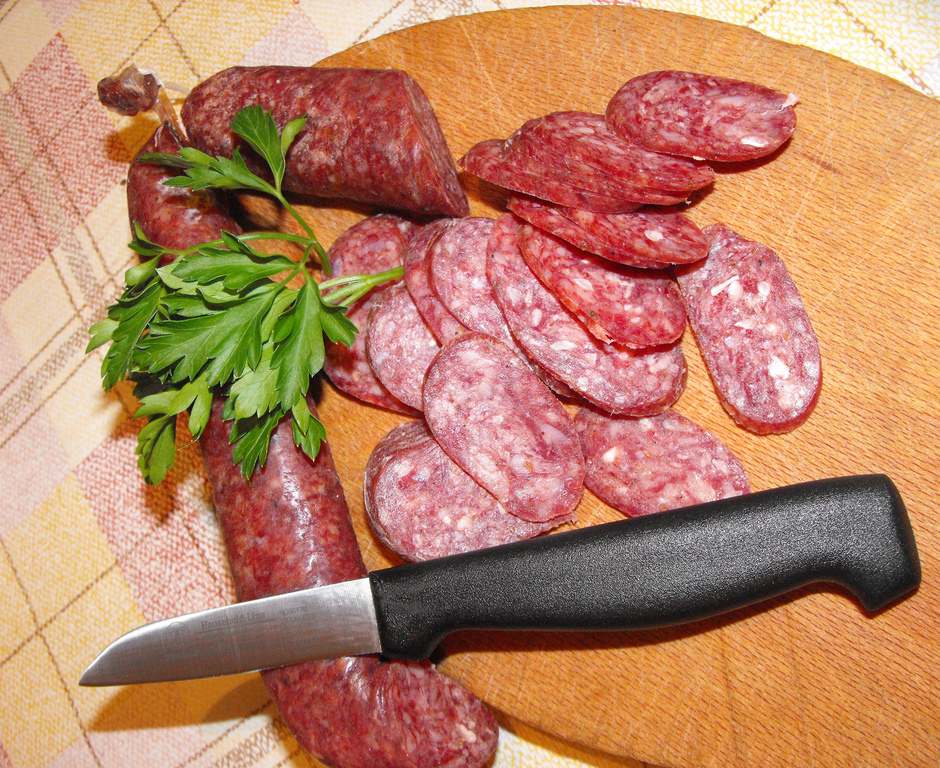
Sucuk.

Sucuk ou sujuk é uma salsicha seca picante comida nos Balcãs, no Oriente Médio e na Ásia Central, ou seja, em países que fizeram parte do Império Otomano. O nome vem do persa زیجک ("zījak", que significa "tripa cheia"). O dicionário persa-inglês do século XIX, escrita por Francis Steingass o descreve como "os intestinos de um carneiro recheados com carne moída, arroz e temperos." 
O recheio é constituído de carne picada (geralmente com carne de vitela, mas no Cazaquistão e no Quirguistão é tradicionalmente feito com carne de cavalo) especiarias variadas, incluindo cominho, sumagre, alho, sal e pimenta, e embutido na tripa, deixando secar durante várias semanas. Pode ser mais ou menos salgado e com alto teor de gordura. 
O sucuk devem ser consumido cozido (pois quando está cru, fica muito duro). Geralmente é cortado em fatias e cozido sem adição de óleo, pois sua própria gordura é suficiente para fritar. É usado no café da manhã fritando na panela geralmente com ovos e acompanhado de uma xícara de Chá preto. O sucuk é usado também em refeições com feijão, ou, em alguns bolos de certas regiões da Turquia. Na Bulgária, o sucuk cru é fatiado e servido geralmente com bebidas. No Líbano, o sucuk é cozido e cortado para ser usado em sanduíches com alho e molho de tomate.

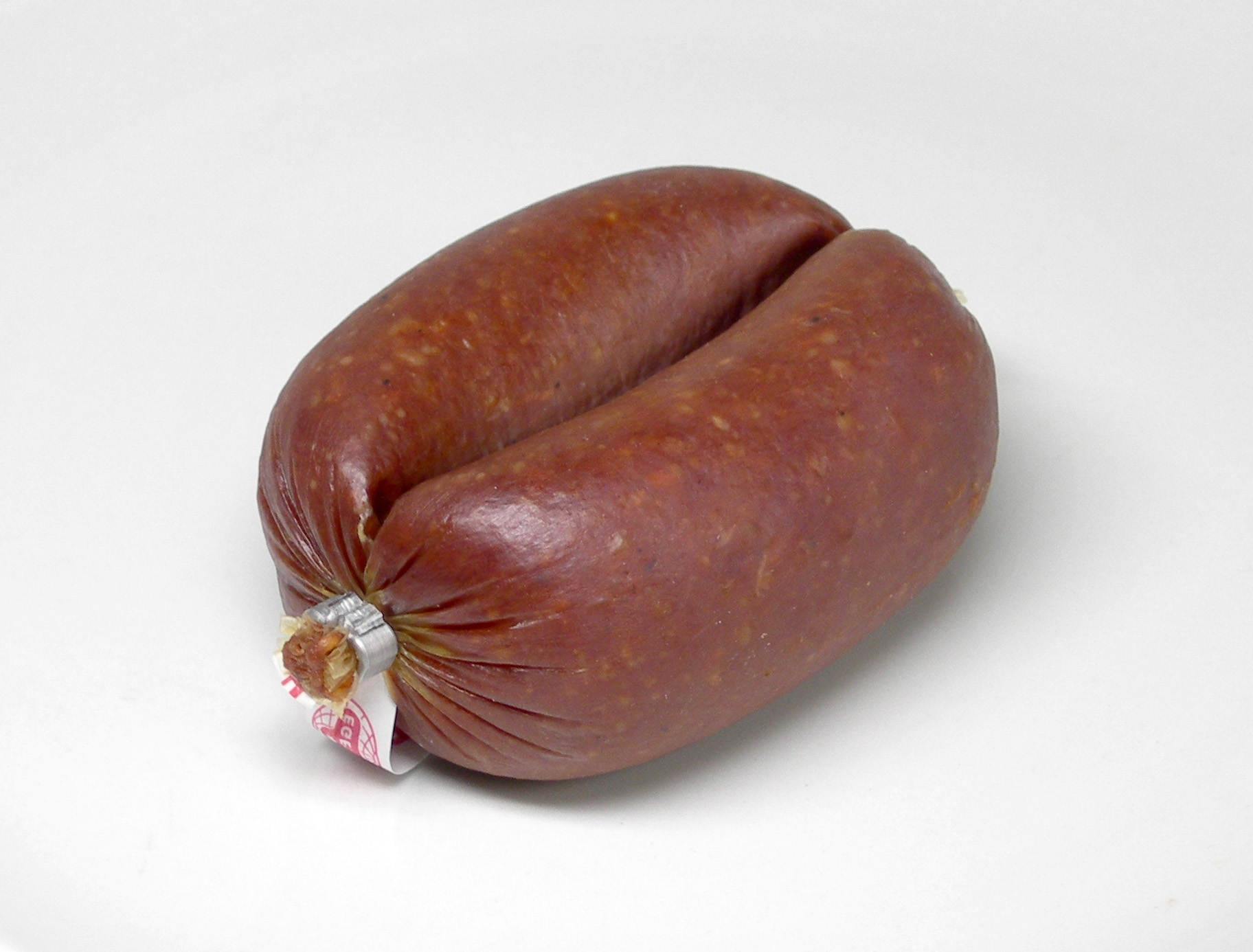
Variante turca chamada parmak sucuk

O sucuk também é comumente usada em tortas no Iraque, Síria, Israel e Líbano. O shawarma sucuk também pode ser encontrado às vezes. Similar a isso, o döner sucuk também foi introduzida na Turquia no final de 1990.

## Doce
Há também um doce em forma de salsicha chamado Cevizli sucuk (Turquia), soutzoukos  (Grécia) ou churchkhela (Geórgia), que é preparado mergulhando em mosto de uvas fios onde se colocaram nozes e deixando secar. 